# Evropský měnový systém
Evropský měnový systém (EMS) je systém, který existoval v letech 1979 až 1999 v zemích Evropského hospodářského společenství (EHS), s cílem udržet stabilní kurzy mezi měnami těchto zemí.

## Vznik EMS
EMS vznikl v roce 1979, kdy se osm z devítí tehdejších zemí EHS (Belgie, Dánsko, Francie, Irsko, Itálie, Lucembursko, Nizozemsko a Západní Německo) dohodly, že na sebe navzájem naváží kurzy svých měn, aby předešly kurzovým fluktuacím. (Státy Beneluxu a Dánsko měly již v té době své měny navázané na německou marku.) Byla to reakce na rozpad Brettonwoodského měnového systému v roce 1971, ve kterém byly evropské měny navázány na americký dolar, přičemž dolar byl do té doby směnitelný za zlato.
Současně se vznikem EMS byla zavedena košová měnová jednotka ECU. Nešlo o samostatnou měnu, ale o koš měn, vůči kterému se každá země zavázala udržovat svůj měnový kurz v rozmezí +/- 2,5 %, s výjimkou Itálie, pro kterou platilo rozmezí +/- 6 %. V roce 1989 k EMS přistoupilo Španělsko, následujícího roku Spojené království a Portugalsko. Také tyto země měly udržovat svůj kurz v rozmezí +/- 6 %.

## Princip fungování
V systému nekrytých peněz má centrální emisní banka možnost oslabit měnu svého státu tak, že vytvoří nové peníze (provede inflaci) a použije je k nákupu měn jiných států. To vede k poklesu měnového kurzu. Naproti tomu posílit měnu tímto způsobem není tak snadné, protože nelze jednoduše stáhnout z oběhu velké množství peněz. Centrální banka může začít prodávat své devizové rezervy a nakupovat za ně vlastní měnu (a tím zvýšit měnový kurz), ale takové řešení je velmi nákladné. Proto je v takovém případě nutné, aby nové peníze vytvořily ostatní centrální banky, a nákupem dané měny zvýšily její kurz. Pokud by v takovém případě existovala povinnost ostatních centrálních bank nakupovat znehodnocenou měnu, motivovalo by to centrální banky k nadměrnému tištění peněz (inflaci), protože by tak posilovaly vlastní ekonomiku na úkor ostatních. Výsledkem by byla hyperinflace.
V EMS ale taková povinnost neexistovala, a zejména německá Bundesbanka neemitovala tolik peněz, kolik by bývalo potřeba k udržení měnového kurzu německé marky v domluveném rozsahu. Z toho důvodu bylo potřeba stanovené kurzy různých měn často upravovat.

## Krize v letech 1992 - 1993
V roce 1992 bylo třeba upravit kurzy irské libry a španělské pesety. Později začala prudce padat britská libra. Bank of England (britská centrální banka) utratila devizy v hodnotě 27 miliard liber v marné snaze udržet libru v daném pásmu. Nakonec britská vláda snahy o udržení kurzu ve stanoveném pásmu vzdala, a v září 1992 Spojené království z Evropského měnového systému vystoupilo. Vzápětí je následovala Itálie. Britské daňové poplatníky tato epizoda stála 3,3 miliard liber, tedy asi půl procenta tehdejšího britského hrubého domácího produktu.
Následujícího roku fluktuace pokračovaly, a tak se v roce 1993 rozšířilo fluktuační pásmo na +/- 15 %. To fluktuace zmírnilo, a Itálie se v roce 1996 do EMS vrátila.

## Zánik EMS a Euro
1. ledna 1999 vznikl nástupce Evropského měnového systému, ERM II, který zrušil navázání měn na ECU a zavedl navázání na nově vzniknuvší euro. Fluktuační pásmo zůstalo zachováno na +/- 15 %.